# Timo Boll
Timo Boll (Erbach, 8 marzo 1981) è un ex tennistavolista tedesco.
È il tennistavolista tedesco più vincente di tutti i tempi, avendo nel suo repertorio molte medaglie olimpiche, mondiali ed europee. Uno dei pochi giocatori europei in grado di opporsi al predominio cinese, ha occupato la prima posizione mondiale ad anni alterni nel 2003, nel 2011 e nel 2018.
Nel 2005 ha vinto la Coppa del mondo svoltasi a Liegi, battendo Wang Liqin nei quarti di finale, Ma Lin in semifinale e Wang Hao nella finale. Gioca nella squadra tedesca del Borussia Düsseldorf, attuale Campione d'Europa.
Il 6 agosto 2024, dopo i suoi settimi Giochi olimpici, annuncia il suo ritiro dalle competizioni agonistiche. Occupa la 23ª posizione della classifica mondiale.

## Biografia

### Gioventù (1990-2000)
Già all'età di quattro anni Timo inizia ad allenarsi col padre e nel 1987 all'età di sei anni divenne membro della Höchst TSV. Giocava già a livello agonistico. All'età di otto anni fu scoperto da Helmut Hampel, un allenatore dell'Assia, che ne ha migliorato le qualità. Nel 1990 inizia ad allenarsi presso il centro di formazione Pfungstadt e quattro anni più tardi passa alla FTG Frankfurt con la quale gareggia nella seconda divisione tedesca. Nel 1995 fu ingaggiato da TTV Gönnern, dove contribuì alla promozione in prima divisione della lega tedesca di tennistavolo (Tischtennis-Bundesliga).
Timo Boll ha celebrato i suoi primi successi internazionali nel 1995 ai Campionati Europei Scolastici dell'Aia , dove ha vinto tre volte l'oro. Dopo il secondo posto nel 1996 ai suoi primi Campionati Europei nella classe giovanile, ha vinto il titolo in singolare e ulteriori medaglie in doppio e con la squadra nei due anni successivi. Il 9 settembre 1997 ha giocato la sua prima partita internazionale per adulti.

### Primi successi internazionali e prima posizione mondiale (2002–2003)
Nel 2002 Timo Boll è stato il primo tedesco a vincere il torneo Europe Top-12 battendo in finale Vladimir Samsonov, vittoria che lo ha reso il miglior giocatore tedesco in graduatoria ITTF, superando Jörg Roßkopf. Durante i campionati europei di Zagabria, Boll vinse il singolare e il doppio con Zoltan Fejer-Konnerth. Nell'evento a squadre, la squadra tedesca perse in finale contro la Svezia per 2-3. Grazie alla vittoria della Coppa del mondo nel 2002 svoltasi a Jinan in Cina (conseguita battendo il campione mondiale Wang Liqin e il campion olimpico Kong Linghui), Timo Boll terminò l'anno come il miglior giocatore del mondo.
Durante gli europei del 2003, la Germania perse nuovamente in finale contro la squadra bielorussa guidata da Samsonov. Nel singolare la sconfitta di Boll al secondo turnò gli costò la prima posizione nella classifica mondiale.

### Infortunio e ritorno (2004–2006)
La prima metà del 2004 è stata segnata da problemi alla schiena per Boll. Ciò ha anche ostacolato i suoi preparativi per i Giochi di Atene 2004, dove è stato eliminato nei quarti di finale da Jan-Ove Waldner. Dopo un periodo in calo Timo è riuscito a vincere nuovamente i tornei internazionali alla fine dell'anno ed ha raggiunto le semifinali delle finali del Pro Tour a Pechino, dove ha perso contro Ma Lin.

### Altri grandi successi (2007–2011)

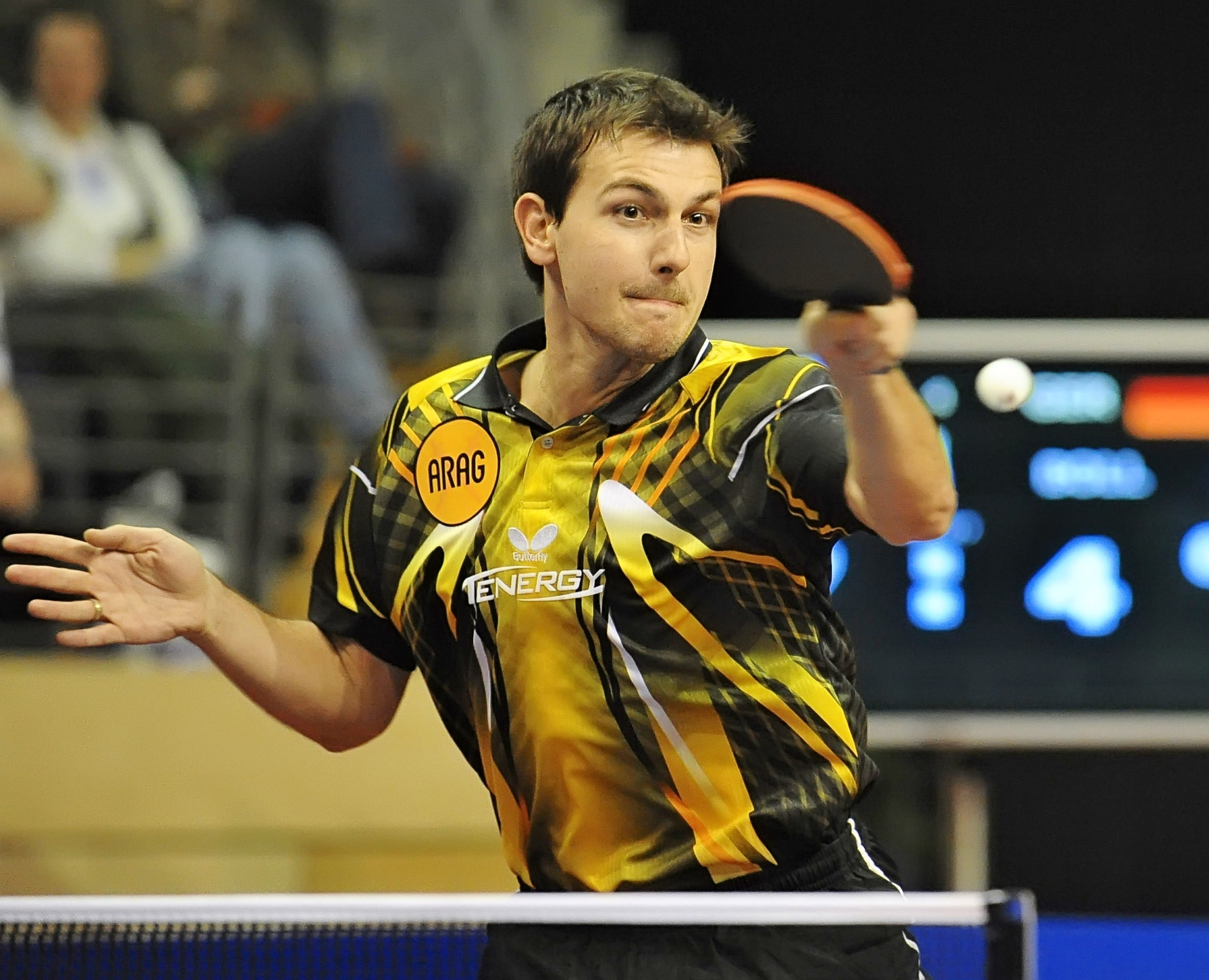
Timo Boll nel 2010

Nel 2007 ha vinto i titoli dei campionati europei di singolo, doppio e gare a squadre. Come giocatore ospite, è stato nuovamente attivo nella Super League cinese.
Non ha potuto partecipare ai Mondiali 2008 e 2009 in Cina e Giappone ancora a causa di problemi alla schiena. Ai Mondiali del 2008 a Liegi, ha vinto la medaglia d'argento dopo aver battuto Ma Long in semifinale e perso la finale contro Wang Hao.
Dall'inizio del 2011, Timo Boll è tornato al primo posto nella classifica mondiale dopo aver battuto Ma Lin nella Volkswagen Cup. Nell'aprile 2011 è stato superato nel primato da Wang Hao.
Ai Mondiali 2011 Boll ha vinto la sua prima medaglia individuale.
Ai campionati europei di tennis da tavolo nel 2009, 2010 e 2011 ha vinto altri sette titoli.

### Diminuzione dell'attività (2011–2014)
Tra il 2008 e il 2010 Boll giocava una media di sei tornei all'anno del World Tour, ma nei sei anni successivi le sue presenze sono state in media solo due.
Alle Olimpiadi del 2012 ha vinto le semifinali della competizione a squadre contro il campione olimpico e mondiale cinese Zhang Jike.

### Problemi di infortunio (2015–2017)
Nel 2015 è diventato campione tedesco per la decima volta, superando Eberhard Schöler e Conny Freundorfer , che in precedenza avevano detenuto il record con nove titoli vinti. Ai Mondiali di Suzhou, quando per la prima volta è stato consentito il doppio nazionale misto, Boll ha giocato insieme al numero uno del mondo cinese Ma Long. A causa di una posizione sfavorevole nella lista delle teste di serie, hanno incontrato al secondo turno il duo campione del mondo Xu Xin / Zhang Jike contro il quale hanno perso 2:4 dopo un vantaggio di 2:0. In singolare è arrivato ai quarti di finale, dove è stato eliminato dal cinese Fan Zhendong. A livello europeo, invece, nel 2015 ha saltato tutti e tre i tornei principali: a causa di un'intossicazione alimentare ai Giochi europei, a causa di un intervento chirurgico al ginocchio agli Europei e all'inizio dell'anno all'Europe Top-16. Queste assenze  penalizzano anche la qualificazione ai Mondiali. A causa del calo dell'attività internazionale, nell'aprile 2016 Boll è uscito dalla top 10 della classifica mondiale, per la prima volta dall'agosto 2004.

### Ritorno rinnovato e record di età (dal 2017)
Nel 2017 ha vinto l'undicesimo campionato tedesco di singolare; diventando il maestro tedesco più anziano fino a quel momento. Dopo essere rimasto a lungo senza infortuni Boll è stato in grado di aumentare nuovamente le sue prestazioni a livello internazionale.
Nel giugno 2019 si è guadagnato un posto da titolare diretto per i Giochi Olimpici del 2020 vincendo la medaglia d'oro ai Giochi Europei di Minsk. Ha anche vinto l'oro a squadre, successo ripetuto ai Campionati Europei a squadre pochi mesi dopo. Nel 2020 ha vinto per la settima volta la Top 16 europea (oltre ad essere il giocatore più anziano fino a quel momento, raggiungendo il detentore del record Jan-Ove Waldner.

### Ritiro dalle competizioni internazionali (2024)
Ad agosto 2024 partecipa per la settima volta ai Giochi olimpici di Parigi 2024 assieme alla nazionale tedesca. L'odissea olimpica di Boll era iniziata a Sydney 2000, dove ha incantato il pubblico con la sua abilità eccezionale e il suo spirito incrollabile. Nel corso degli anni, si è assicurato quattro prestigiose medaglie a squadre, tra cui due argenti. A conclusione della manifestazione Boll annuncia il ritiro dalle competizioni internazionali.

## Tecnica
Timo Boll è un giocatore mancino la cui arma migliore è il suo topspin di dritto, ma che è anche noto per il suo giro di rovescio estremamente veloce.
La tecnica di colpi di Boll era in anticipo sui tempi poiché era uno dei primi ad usare il "looper" sui due lati della racchetta. Utilizza lo spin-block invece di un blocco passivo per esercitare maggiore pressione sui suoi avversari. È famoso per essere uno dei migliori giocatori quando si tratta di generare quantità elevate di spin, specialmente nel suo topspin iniziale. Ciò è reso possibile dalla sua posizione bassa, dalla rapida accelerazione e dall'uso del polso. Questa tecnica gli ha portato molto successo verso i suoi avversari, messi sotto pressione durante l'era della palla di celluloide. Negli ultimi anni, a causa dell'introduzione della pallina di plastica, a cui non può essere dato tanto effetto, Boll si affida maggiormente alla sua tecnica di contro-topspin sia dal lato del rovescio che da quello del diritto. Questa tecnica gli consente di risparmiare energia, ma richiede un'ottima anticipazione e lettura del gioco avversario.

## Palmarès
- Giochi olimpici

Pechino 2008: argento a squadre.
Londra 2012: bronzo a squadre.
Rio de Janeiro 2016: bronzo a squadre.
Tokyo 2020: argento a squadre.
- Mondiali

Doha 2004: argento a squadre.
Shanghai 2005: argento nel doppio.
Brema 2006: bronzo a squadre.
Mosca 2010: argento a squadre.
Rotterdam 2011: bronzo nel singolare.
Dortmund 2012: argento a squadre.
Tokyo 2014: argento a squadre.
Halmstad 2018: argento a squadre.
Houston 2021: bronzo nel singolare.
- Europei

Brema 2000: argento a squadre.
Zagabria 2002: oro nel singolare e nel doppio e argento a squadre.
Courmayeur 2003: argento a squadre e bronzo nel singolare.
Aahrus 2005: bronzo nel doppio.
Belgrado 2007: oro nel singolare, nel doppio e a squadre.
San Pietroburgo 2008: oro nel singolare, nel doppio e a squadre.
Stoccarda 2009: oro nel doppio e a squadre e bronzo nel singolo.
Ostrava 2010: oro nel singolare, nel doppio e a squadre.
Danzica/Sopot 2011: oro nel singolare e a squadre.
Herning 2012: oro nel singolare.
Lisbona 2014: argento a squadre.
Budapest 2016: bronzo nel singolare.
Lussemburgo 2017: oro a squadre.
Alicante 2018: oro nel singolare.
Nantes 2019: oro a squadre.
Varsavia 2021: oro nel singolare.

## Altri dati tecnici
- Miglior Ranking: #1
- Stile di gioco: Attaccante
- Telaio: Composto dall'unione fra Butterfly ALC "Arylate Carbon" & Butterfly "Boll Spirit"
- Gomma dritto: Butterfly Tenergy 05 FX 2.1mm
- Gomma rovescio: Butterfly Tenergy 05 FX 2.1mm